# William Elong
Pour les articles homonymes, voir Elong.
 (janvier 2024).
Si vous disposez d'ouvrages ou d'articles de référence ou si vous connaissez des sites web de qualité traitant du thème abordé ici, merci de compléter l'article en donnant les références utiles à sa vérifiabilité et en les liant à la section « Notes et références ».
 (janvier 2024).
La mise en forme du texte ne suit pas les recommandations de Wikipédia : il faut le « wikifier ».
Les points d'amélioration suivants sont les cas les plus fréquents. Le détail des points à revoir est peut-être précisé sur la page de discussion.
- Les titres sont pré-formatés par le logiciel. Ils ne sont ni en capitales, ni en gras.
- Le texte ne doit pas être écrit en capitales (les noms de famille non plus), ni en gras, ni en italique, ni en « petit »…
- Le gras n'est utilisé que pour surligner le titre de l'article dans l'introduction, une seule fois.
- L'italique est rarement utilisé : mots en langue étrangère, titres d'œuvres, noms de bateaux, etc.
- Les citations ne sont pas en italique mais en corps de texte normal. Elles sont entourées par des guillemets français : « et ».
- Les listes à puces sont à éviter, des paragraphes rédigés étant largement préférés. Les tableaux sont à réserver à la présentation de données structurées (résultats, etc.).
- Les appels de note de bas de page (petits chiffres en exposant, introduits par l'outil «  Source ») sont à placer entre la fin de phrase et le point final[comme ça].
- Les liens internes (vers d'autres articles de Wikipédia) sont à choisir avec parcimonie. Créez des liens vers des articles approfondissant le sujet. Les termes génériques sans rapport avec le sujet sont à éviter, ainsi que les répétitions de liens vers un même terme.
- Les liens externes sont à placer uniquement dans une section « Liens externes », à la fin de l'article. Ces liens sont à choisir avec parcimonie suivant les règles définies. Si un lien sert de source à l'article, son insertion dans le texte est à faire par les notes de bas de page.
- La présentation des références doit suivre les conventions bibliographiques. Il est recommandé d'utiliser les modèles {{Ouvrage}}, {{Chapitre}}, {{Article}}, {{Lien web}} et/ou {{Bibliographie}}. Le mode d'édition visuel peut mettre en forme automatiquement les références.
- Insérer une infobox (cadre d'informations à droite) n'est pas obligatoire pour parachever la mise en page.

Pour une aide détaillée, merci de consulter Aide:Wikification.
Si vous pensez que ces points ont été résolus, vous pouvez retirer ce bandeau et améliorer la mise en forme d'un autre article.
William Ndja Elong, né en 1993, est un passionné de robotique et le fabricant du premier drone civil « fabriqué au Cameroun ». Il crée Will et Brothers et Drone Africa qui devient Algo Drone.

## Biographie

### Enfance, éducation et débuts
William Elong obtient son baccalauréat à quinze ans. Il devient ensuite titulaire d’un double diplôme de la Haute école de commerce de Yaoundé et de l’École supérieure de commerce de La Rochelle à 18 ans. 
À 20 ans, titulaire d'un MBA,, il devient le plus jeune diplômé en stratégie et intelligence économique de l’École de guerre économique de Paris.

### Carrière
En 2011, dès ses 18 ans, il travaille pour Thalès puis pour Oracle. Il crée aussi sa start-up, Will&Brothers, orientée vers l'intelligence économique et l'innovation technologique. Se disant échaudé par l'expérience de la discrimination en France, il choisit de retourner au Cameroun en 2013.

#### Fabrication de logiciels pour drones
William Elong développe en 2015 Drone Africa et propose sur le continent africain des services liés aux drones dans les domaines du tourisme, l’agriculture, la météorologie ou la cartographie.
Il assemble ses drones à Douala grâce à des composants importés. Avec Drone Africa il réalise une première levée de fonds de 110 millions de F.CFA (167 700 euros) en 2015. Avec sa vingtaine d’employés il révèle au public les premiers drones fabriqués au Cameroun en février 2018[réf. nécessaire].
Il propose trois drones phares : 
1. Algo, un drone à voilure fixe, avec une portée de 20 km et une autonomie de plus de 45 minutes
2. Logarithm, un drone hexacoptère,
3. Sanaga, un drone terrestre.

En proposant Algo à environ 10 000 dollars, il souhaite gagner des parts de marché face à la concurrence de drones américains et israéliens. La caméra, le radar ou les caméras multispectrales embarquées, proposent des images en haute définition pour la cartographie, la prise de vue aérienne et l’agriculture. Son cœur de métier étant les logiciels embarqués.
Pour « briser le complexe d’infériorité des jeunes Africains vis-à-vis de l’étranger » et être rentable, il positionne ses drones dans un marché à forte valeur ajoutée. Plus de 70 % de la valeur de ses drones provient des ressources humaines et logicielles. 
En mars 2019, il dirige Algo Drone Holding, une holding basée en Allemagne. Il propose des drones sur mesure. Après une première levée de fonds de 184 millions de francs Cfa, en octobre 2015, il réalise le closing d'une deuxième levée fonds de 2 millions d’euros, soit 1,3 milliard de francs Cfa, auprès d’investisseurs allemands, ainsi qu'un bailleur de fonds institutionnel. Ce qui fournit à son activité un board international et lui permet de cibler le marché international.
Lors d'une interview donnée en janvier 2024 à Jeune Afrique et RFI, il affirme que « 90 % des jeunes Africains pensent qu’il faut sortir du franc CFA ».

### Mentorship
Il parraine diverses initiatives dans le domaine de l'intelligence économique.
Avec Cameroon flying lab, il promeut la robotique localement[réf. nécessaire].